# Головин, Иван Васильевич
Ива́н Васи́льевич Голови́н (16 октября 1920 — 25 апреля 1965) — участник Великой Отечественной войны, командир роты танков 1-й гвардейской танковой бригады, Герой Советского Союза.

## Биография
Родился 16 октября 1920 года в деревне Кадушенка (ныне — урочище в Дубенском районе Тульской области). Русский. Окончил 7 классов. Работал слесарем.
В мае 1939 года призван в РККА Дубенским райвоенкоматом. В феврале 1941 года окончил Орловское танковое училище в звании лейтенанта и был направлен в 18-ю танковую дивизию 7-го механизированного корпуса на должность командира танка Т-26. Член ВКП(б).
На фронтах Великой Отечественной войны с 22 июля 1941 года. Трижды тяжело ранен (7 марта 1942, 15 января 1944 и 31 марта 1944).
После прорыва немецкой обороны стрелковыми частями 1-го Белорусского фронта, танковая рота гвардии старшего лейтенанта И. В. Головина, действуя в глубине обороны противника, за 15 и 16 января 1945 года прошла с боями более 200 км. Рота участвовала в освобождении населённых пунктов Едлинск, Нове Място, Стрыкуев, Згеж, Александрув, Поддейбице и первой вышла в район северо-западнее города Лодзи. За двое суток непрерывных боёв рота перерезала три железнодорожных и несколько шоссейных магистралей, уничтожила 20 орудий, 5 танков, 1 САУ, 1 БТР, более 250 грузовиков и свыше 400 солдат и офицеров противника.
16 января 1945 года танковая рота форсировала реку Пилица на «плечах» отступающих немцев.

Танковая часть, в которой служил Головин И. В. в феврале 1945 г. занимала рубеж в районе польского городка Нове Място. Танковой роте, которой он командовал, поставили ответственную задачу: перерезать главную шоссейную магистраль, связывающую Радом с Варшавой, и затем, войдя в тыл противника, форсировать реку Пилица, очистить от немцев Нове Място. В помощь танкам были выделены автоматчики-десантники. Пока шла подготовка к операции, немцы под прикрытием своих танков начали отход. Поэтому не менее важным было, чтобы не упустить момент, воспользоваться поднявшейся в стане врага суматохой, форсировать водный рубеж не через воду, а по мосту, который немцы ещё не успели взорвать. Рота вплотную подошла к месту переправы.
Вот уже первый, второй, третий танки роты благополучно миновали мост … и пока немцы опомнились, успел переправиться ещё один экипаж. Завязался ожесточённый бой. Оставшиеся на этом берегу реки танки роты дружным огнём поддержали переправившиеся танки с десантом автоматчиков. Установив сигналы ракетами, Головин И. В. пешком перебрался в передовую группу танков и оттуда, корректируя огнём, давал точные целеуказания.

Враг не выдержал губительного огня советских танковых пушек и стал быстро откатываться, преследуемый огнём и гусеницами. По пятам противника танки ворвались в город. Шесть часов длилось это сражение. Несмотря на значительное превосходство противника, роте удалось одержать полную победу. К 12.00 город был взят. Спустя несколько часов был восстановлен разрушенный мост и стянуты в город все танки роты. А в 16.00 старший лейтенант Головин уже радировал в штаб танковой армии: «Поставленная задача выполнена. Жду дальнейших указаний». За успешное решение этой боевой операции, 6 человек танковой роты, в том числе и капитан Головин, были удостоены высокой правительственной награды — присвоения звания Героя Советского Союза.
Указом Президиума Верховного Совета СССР от 27 февраля 1945 года гвардии старшему лейтенанту И. В. Головину присвоено звание Героя Советского Союза.
После войны продолжал службу в бронетанковых войсках. В 1945—1948 годах учился в Высшей бронетанковой школе (Ленинград). Затем до 1955 года в звании гвардии капитана и гвардии майора служил командиром танковой роты в 9-м гвардейском танковом полку (в/ч 43715) в городе Рустави (Закавказский военный округ). После увольнения в запас некоторое время жил и работал в Грузии, а затем переехал в Новомосковск, работал мастером на химкомбинате.
Умер 25 апреля 1965 года, похоронен в Новомосковске.

## Награды
- Медаль «Золотая Звезда» № 4578 Героя Советского Союза (27 февраля 1945);
- орден Ленина (27 февраля 1945);
- орден Красного Знамени (15 апреля 1944);
- два ордена Отечественной войны I степени (5 ноября 1943, 15 июля 1944);
- орден Отечественной войны II степени (9 февраля 1944);
- два ордена Красной Звезды (1 января 1943, 26 мая 1955);
- медаль «За боевые заслуги» (15 ноября 1950);
- медаль «За оборону Москвы»;
- медаль «За Победу над Германией в Великой Отечественной войне 1941—1945 гг.»;
- медаль «За взятие Берлина»;
- медаль «За освобождение Варшавы».

## Семья
Мать — Мария Михайловна Головина, проживала в деревне Кадушенка.

## Память
Именем И. В. Головина названа улица в Туле.